# Melissa Greta Marchetto
Melissa Greta Marchetto (Monza, 10 ottobre 1985) è una conduttrice televisiva, conduttrice radiofonica e youtuber italiana.

## Biografia
Nata a Monza, figlia dell'allenatore di pattinaggio Maurizio Marchetto, è iscritta alla facoltà dei Beni Culturali all'Università degli Studi di Milano.
Dal 2005 al 2007 ha recitato nello spettacolo teatrale Winx Power Show, ispirato al celebre cartone italiano Winx Club, interpretando il ruolo di Melissa, una ragazzina terrestre che le Winx devono aiutare a credere nella magia.
Dopo aver condotto per circa sei anni il Deejay TG, nel 2015 approda in Quelli che il calcio nella postazione Web. Nel 2017 conduce il Premio Bellisario.
Nell'estate dello stesso anno approda su Radio 2 dove, insieme a Matteo Bordone, conduce la trasmissione Drive Time dal lunedì al venerdì dalle 18 alle 20, all'interno della quale presentano la rubrica Gli Sbandati che, trasmesso nell'ultimo quarto d'ora, è la versione radiofonica del programma televisivo Sbandati, dove si parla delle ultime novità in televisione e nel mondo. La rubrica, a settembre 2017, diventerà un programma autonomo trasmesso attualmente ogni sabato e domenica dalle 18 alle 19:30. 
Nel 2018 conduce la Partita del cuore a favore della ricerca contro il cancro e le malattie genetiche. Il 29 novembre 2020 conduce, in diretta streaming su YouTube e sui siti di TGcom24, L'Espresso e altre testate giornalistiche, la quinta edizione dei Diversity Media Awards. Dal 2 gennaio 2021 presenta assieme a Gino Castaldo Magazzini musicali, in onda il sabato pomeriggio e la domenica pomeriggio.
Nel 2024 conduce insieme a Fabrizio Biggio la finale del Contest "Una voce per San Marino"

## Televisione
- Winx Power Show (2006)- come Bloom, ma solo nello speciale.
- Deejay TG (Deejay TV, 2009-2015)
- Quelli che il calcio (Rai 2, 2015-2021)
- Premio Bellisario (Rai 2, 2016-2017)
- La partita del cuore (Rai 2, 2018)
- Magazzini musicali (Rai 2, 2021)
- Il lato positivo (Rai 2, 2021)
- Quelli che... il tennis (Rai 2, 2021)
- Eurovision Story - corso accelerato per principianti (Rai 2, 2022)
- Movie Mag (Rai Movie, dal 2023)
- Una voce per San Marino (San Marino RTV, 2024)

## Teatro
- Winx Power Show (2005-2007) come Melissa.

## Web
- Diversity Media Awards (2020)

## Radio
- Drive Time (Radio 2, 2017)
- Gli Sbandati (Radio 2, 2017-2021)
- Magazzini musicali (Radio 2, 2021)
- Leggerissima Sera (Radio 2, 2021-2022)
- Virgin Generation (Virgin Radio, dal 2023)